# Chad Marshall
Chad Marshall (* 22. August 1984 in Riverside, Kalifornien) ist ein ehemaliger US-amerikanischer Fußballspieler.

## Jugend und College
Marshall spielte Fußball an der Rubidoux High School in Riverside. Er stand in der NCSAA All-American Auswahl und wurde in seinem letzten High School Jahr zum Besten Verteidiger gewählt. Nach seinem Abschluss wurde er als einer der besten Jugendspieler der USA von dem Soccer America Magazine ausgezeichnet.
Er setzte seine Karriere an der IMG Soccer Academy weiter fort. 2002 wechselte er an die Stanford University und spielte für die dortige College-Auswahl. Nach zwei Spielzeiten am College entschied er sich Fußball als Profi weiterzumachen.

## Columbus Crew
Chad Marshall wurde als zweiter beim MLS SuperDraft 2004 gedraftet. Den Zuschlag erhielt die Columbus Crew. In seiner ersten Saison spielte er insgesamt 27-mal für die Crew und bekam den zweiten Platz bei der Auswahl zum besten Nachwuchsspieler der Saison. 2007 spielte er aufgrund einer Verletzung nur 12-mal.
2008 war seine bislang stärkste Saison. Er schaffte mit der Mannschaft den Gewinn des MLS Cup 2008, wo er im Finalspiel das entscheidende Tor erzielte. Nach der Saison wurde er für die beste Elf 2008 nominiert und als bester Verteidiger der Saison ausgezeichnet. Dieses wurde ihm am Ende der Saison 2009 erneut verliehen. Außerdem stand er wieder in der Elf des Jahres.
Nachdem er im Dezember 2008 ein Probetraining beim 1. FSV Mainz 05 absolvierte, verlängerte er seinen Ende 2008 auslaufenden Vertrag bei der Crew am 26. Dezember 2008.
Zwischen 2014 und 2019 spielte er für den Seattle Sounders FC.

## Nationalmannschaft
Marshall spielte seit der U-17 in allen Jugendauswahlen der USA. Er nahm 2003 an der FIFA World Youth Championship teil.
Sein erstes Länderspiel für die Nationalmannschaft absolvierte er am 9. März 2005 gegen Kolumbien. In diesem Spiel konnte er auch sein erstes Länderspieltor erzielen. 2009 stand er im Kader für den CONCACAF Gold Cup 2009.
Am 11. Mai 2010 wurde Marshall für den vorläufigen Kader für die Fußball-Weltmeisterschaft 2010 in Südafrika nominiert.